# Ace of Aces
Ace of Aces est un jeu vidéo de simulation de vol de combat développé  par Artech Digital Entertainment, publié par Accolade en Amérique du Nord et U.S. Gold en Europe. sorti en 1986. Le jeu se situe pendant la Seconde Guerre mondiale, où le joueur prend le contrôle d'un chasseur-bombardier Mosquito équipé des bombes, de roquettes et d'un canon. Le but des missions consiste à détruire des chasseurs, des bombardiers ennemis, des V1 ou encore des trains.